# Yang Yishu
En una onomàstica xinesa Yang es el cognom i Yishu el prenom.

Yang Yishu (xinès simplificat: 杨弋枢) (Hai'an 1976 - ) és una escriptora, guionista i directora de cinema xinesa.

## Biografia
Yang Yishu de nom real Yang Shu, va néixer el 1976 a Hai'an, província de Jiangsu (Xina). Va estudiar cinema al China Arts Research Institute (中国艺术研究院) on es va graduar el 2007.
Ha fet de professora de cinema i teatre a la Universitat de Nanquín i a l'Acadèmia de Cinema de Shanghai de la Universitat de Shanghai. Va treballar com a investigadora postdoctoral a temps parcial al Departament de Sociologia de la Universitat de Nanquín i va ser investigadora visitant a la Dodge College of Film and Media Arts de la Universitat Chapman als Estats Units (2014-2015).
Va començar la seva carrera cinematogràfica primer com a documentalista i desprès com a guionista. L'any 2006, va rodar el primer documental de 65 minuts de durada, una pel·lícula, "Who is Haoran", sobre l' escriptor de la Revolució Cultural, Hao Ran (浩然). Va ser seleccionat per al 59è Festival Internacional de Cinema de Locarno el 2006, i seleccionat per al 31è Festival Internacional de Cinema de Hong Kong el 2007. El segon, documental produït quatre anys després, és la història dels camioners que marxen de Nantong, a Jiangsu, per lliurar mercaderies a Guizhou.
Com a guionista, el 2010 va escriure el guió de 日照重庆 (Chonching Blues), dirigida per Wang Xiaoshuai, i el 2013 va col·laborar amb el director Zhang Yuan amb el guió de 有有,种 (Beijing Flickers).
El 2014 es va estrenar la seva primera pel·lícula de ficció 一个夏天 (One Summer). És una pel·lícula sobre la inseguretat nascuda de la corrupció i l'opacitat dels procediments de detenció que poden colpejar qualsevol persona en qualsevol moment. Es una ficció, però filmada amb el mateix realisme que els seus documentals. A part del personatge principal, els papers són interpretats per actors no professionals, inclosa la seva pròpia filla. Va guanyar el Premi Especial de Nominació del Jurat,del Festival international des cinémas d'Asie de Vesoul de 2015.
El 2018 va estrenar (Lush Reeds) 之子于归 i el 2021 (Nesha) 内沙 que va ser preseleccionada per al 24è Festival Internacional de Cinema de Shanghai.
Des del 2003 ha publicat diverses novel·les i contes, així com la monografia acadèmica 电影中的电影：元电影研究.(Movies in Movies: Meta-Film Studies) (publicada per Nanjing University Press el 2012) i publica regularment articles sobre teoria i crítica cinematogràfica.